# Герметичный стыковочный переходник

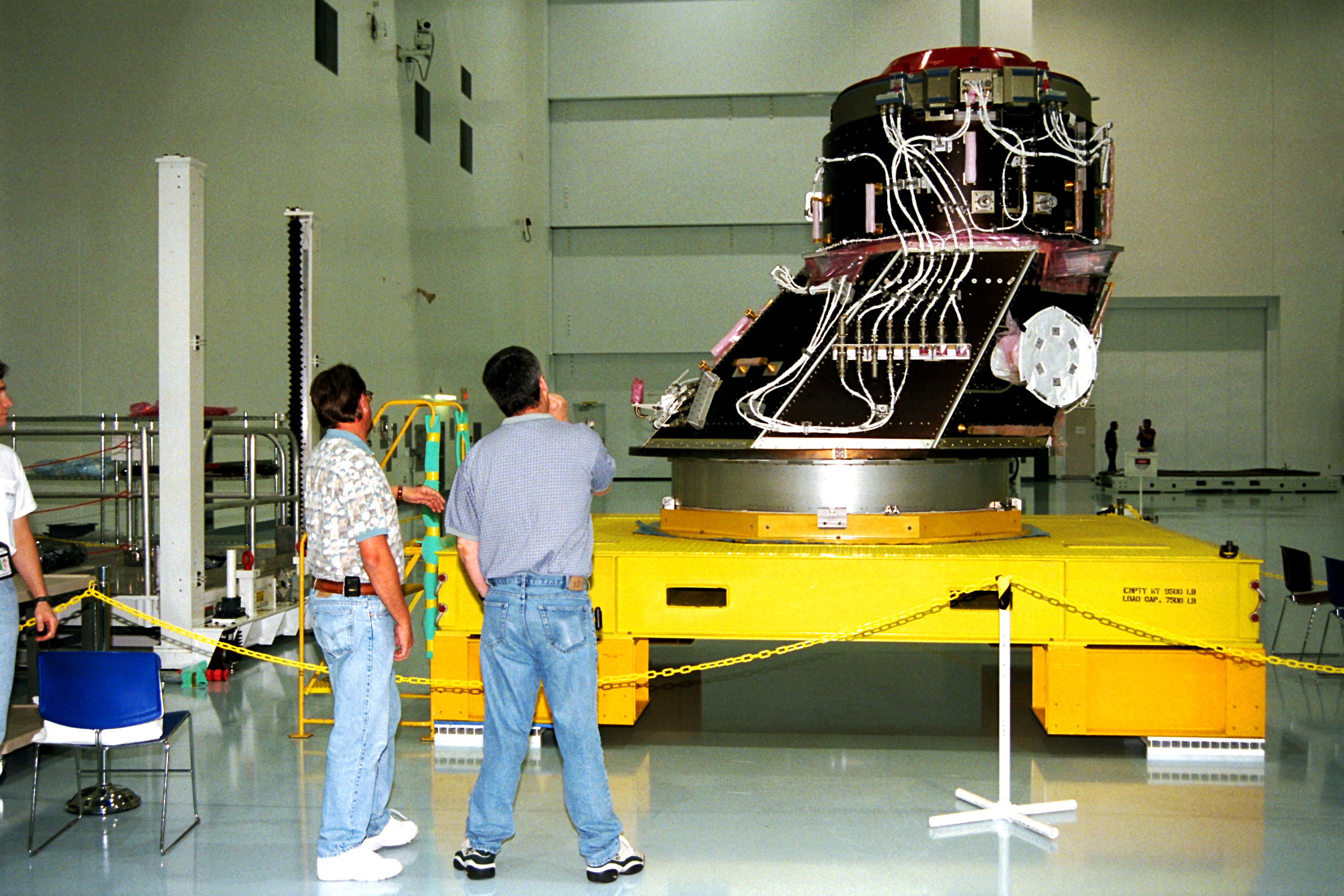
PMA-3 прибывает в Зону подготовки космической станции (НАСА)

Герметичный стыковочный переходник (англ. Pressurized Mating Adapters, сокр. PMA, гермоадаптер) — оборудованные стыковочными узлами специальные воздухнепроницаемые переходные туннели используемые на Международной космической станции (МКС) для соединения между собой модулей станции и космических аппаратов с различными стыковочными механизмами. С одной стороны переходника используется стыковочный узел типа «Единый механизм пристыковки» (англ. Common Berthing Mechanism, сокр. CBM) применяемый на американском сегменте на модулях и грузовых кораблях, с другой стороны установлена российская система стыковки типа АПАС-95 для стыковки к узлу модуля Заря, так же она применялась на кораблях Спейс шаттл в программах Мир-Шаттл и МКС. Переходник PMA позволяет сопрячь эти два разных стыковочных механизма. Два первых переходника были запущены в составе с модулем «Юнити» в ходе полёта STS-88. PMA-3 был доставлен на орбиту шаттлом «Дискавери» миссией STS-92.

## Применение
Каждый герметичный переходник на МКС используется по-разному, но все три выполняют одну и ту же основную задачу соединения портов модулей МКС, оборудованных единым механизмом пристыковки (англ. Common Berthing Mechanism, CBM), и портов с андрогинно-периферийным агрегатом стыковки (АПАС), расположенных на другом модуле, корабле Спейс шаттл или адаптере. Для этой цели переходники снабжены одним пассивным портом CBM и одним пассивным портом АПАС. Они герметичны, теплоизолированы, и позволяют проводить линии электропитания и передачи данных как через стыковочное кольцо, так и по внешней обшивке.

### PMA-1
Это был один из первых компонентов Международной космической станции. В полёте STS-88 экипаж использовал манипулятор шаттла Канадарм, чтобы присоединить ФГБ «Заря» к PMA-1, который уже был состыкован с задним стыковочным портом «Юнити».
PMA-1 на постоянной основе соединяет эти два первых модуля Международной космической станции.

### PMA-2

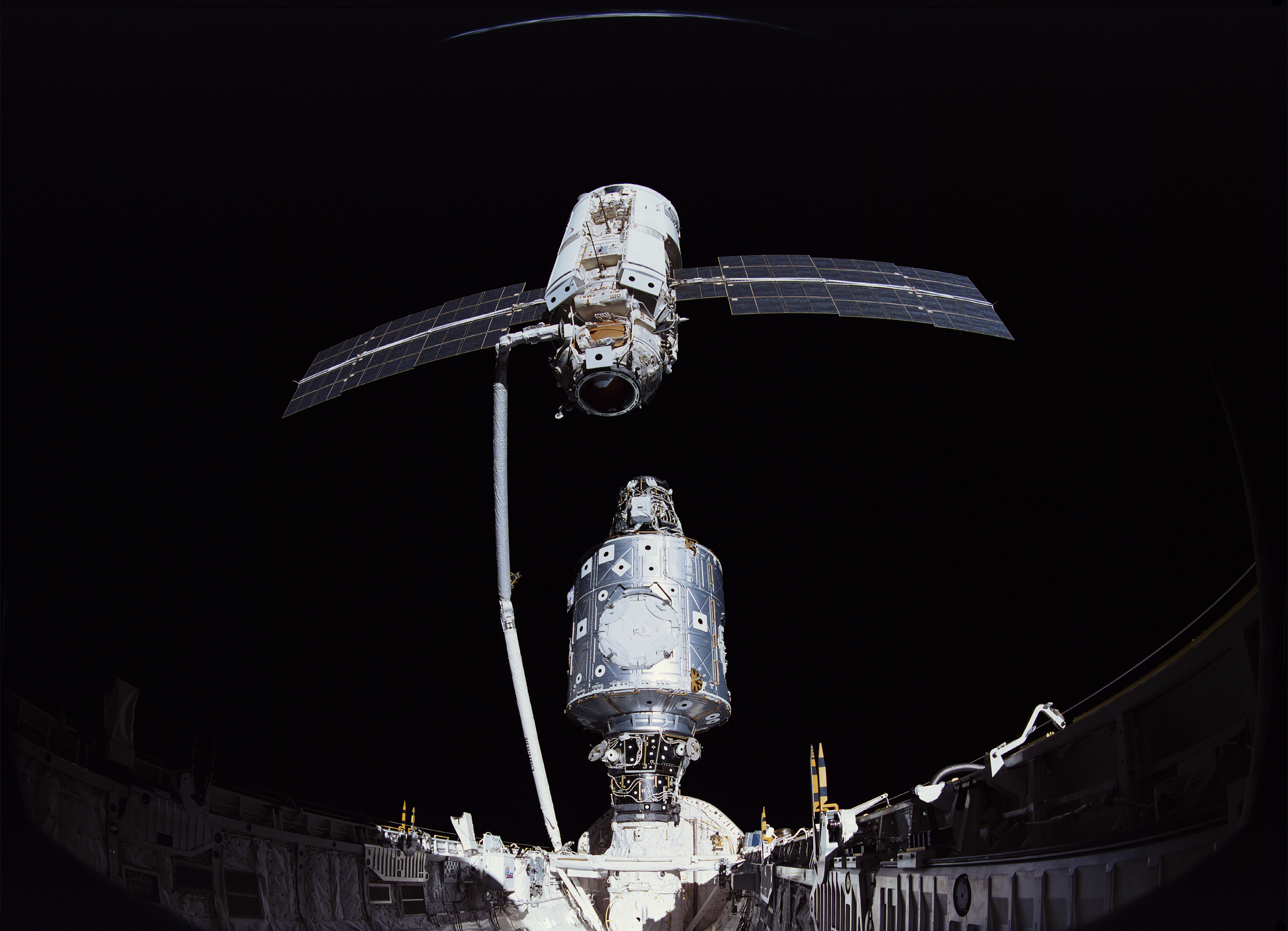
«Юнити», уже состыкованный с шаттлом «Индевор» через PMA-2, стыкуется с «Зарёй» с помощью PMA-1 и манипулятора Канадарм (НАСА)

PMA-2 в настоящий момент установлен на передний порт модуля «Гармония». Использовался для стыковки с шаттлами. Это единственный из трёх переходников оснащённый оборудованием SSPTS (англ. Station-to-Shuttle Power Transfer System — Система передачи электропитания станция-шаттл), которое позволяет шаттлам дольше находиться пристыкованными к станции.
В ходе сборки МКС PMA-2 несколько раз был перемещён. Изначально он был состыкован с передним узлом модуля «Юнити», но после того, как в ходе полёта STS-98, в феврале 2001 года, была доставлена лаборатория «Дестини», PMA-2 был перестыкован на передний порт нового модуля, а сама «Дестини» заняла его место на переднем порту «Юнити». (Отстыковка PMA-2 от «Юнити» была первым случаем использования унифицированного механизма причаливания CBM для расстыковки.)
После того, как в ходе миссии STS-120, в октябре 2007 года, на станцию был доставлен модуль «Гармония», 12 ноября 2007 года Канадарм2 переместил PMA-2 к его окончательному расположению на переднем стыковочном порту «Гармонии». Через два дня, связка «Гармонии» и PMA-2 была передвинута на передний порт «Дестини»..
В феврале 2015 года, в ходе 2-х выходов в открытый космос, астронавтами NASA выполнены работы по подготовке переходника к монтажу на него нового стыковочного адаптера IDA для будущих пилотируемых космических кораблей Dragon V2 и CST-100, имеющих другой стыковочный интерфейс, называемый Система стыковки НАСА (англ. NASA Docking System, сокр. NDS). Первоначальный адаптер IDA-1 был утерян в ходе миссии снабжения SpaceX CRS-7 космическим кораблём Dragon из-за взрыва ракеты-носителя в июне 2015 года. Адаптер IDA-2 был доставлен на МКС миссией снабжения SpaceX CRS-9 космическим кораблём Dragon в июле 2016 года, и в последующем установлен на PMA-2.

### PMA-3

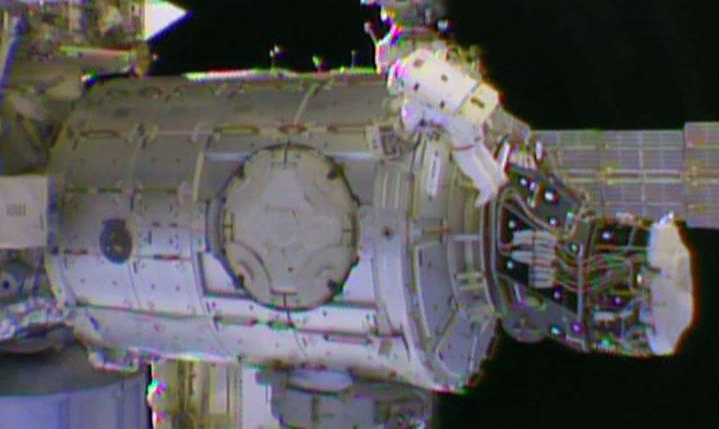
PMA-3, установленный на порту модуля Спокойствие, АПАС прикрыт крышкой

В октябре 2000 года шаттл «Дискавери» в ходе полёта STS-92 доставил на станцию переходник PMA-3, смонтированный на блоке Spacelab. Первоначально он был пристыкован к надирному (нижнему, или обращённому к Земле) порту «Юнити». Спустя полтора месяца, когда STS-97 доставил на МКС ферму P6, «Индевор» пристыковался к PMA-3. Когда STS-98 перемещал PMA-2 с «Юнити» на «Дестини», «Атлантис» был состыкован с PMA-3. PMA-3 был передвинут в марте 2001 года на левый узел «Юнити» экипажем STS-102, чтобы освободить место для стыковки многоцелевого модуля снабжения (MPLM). 30 августа 2007 года PMA-3 был перемещён на надирный (нижний) порт «Юнити» чтобы обеспечить место для временной стыковки модуля «Гармония», доставленного шаттлом в полёте STS-120.
Затем в начале 2009 года «Гармония» была переведена к переднему порту модуля «Дестини», в то время как PMA-3 был перемещён к левому узлу «Юнити». 25 января 2010 года PMA-3 временно перенесен к зенитному порту «Гармонии», чтобы освободить место для нового модуля «Спокойствие», который был доставлен во время миссии STS-130. После этого 16 февраля 2010 года PMA-3 установлен на его левый порт.
26 марта 2017 года прошло перемещение PMA-3 при помощи руки-манипулятора вновь на зенитный (верхний, обращённый от Земли) порт модуля «Гармония». 30 марта 2017 года был проведён выход в открытый космос для соединения кабелей PMA-3 и модуля. В марте 2019 года на PMA-3 планируется установка международного стыковочного адаптера IDA-3. Установка совершена 21 августа 2019 года, что завершило подготовку МКС к приему частных пилотируемых космических кораблей Crew Dragon и Boeing Starliner.

## Преобразование АПАС в Систему стыковки НАСА
Новые корабли Dragon V2 и CST-100, имеют стыковочное оборудование стандарта Система стыковки НАСА и не могут пристыковываться к адаптерам PMA (стыковочный стандарт АПАС). Поэтому на переходники PMA устанавливаются адаптеры IDA (Системы стыковки НАСА), к которым и будут пристыковываться корабли Dragon V2 и CST-100.

## Эскизы мест установок адаптеров

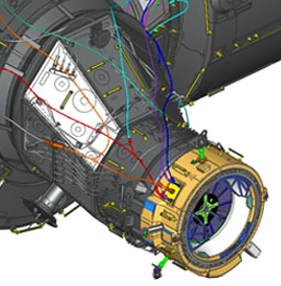
Эскиз адаптера IDA, подсоединённого к переходнику PMA
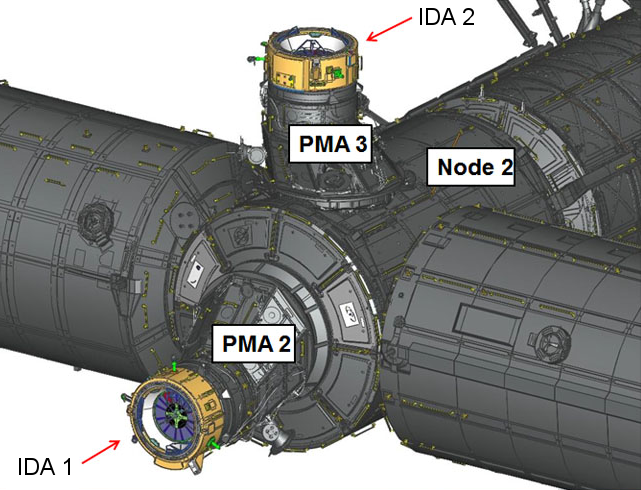
Ранее планируемые места установок адаптеров IDA на переходники PMA, до утери адаптера IDA-1
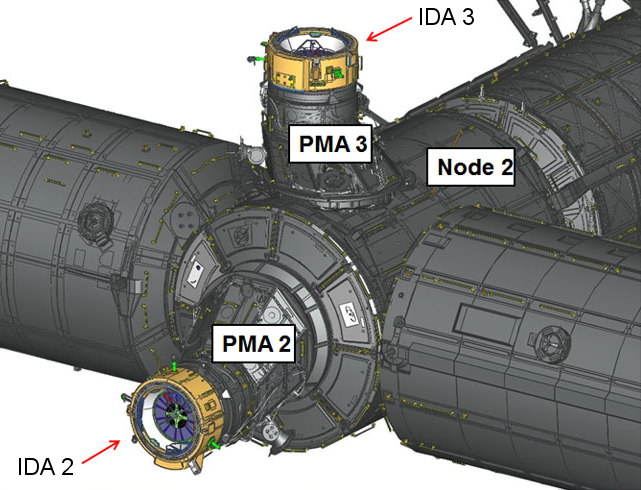
Новые места установок адаптеров IDA-2 и IDA-3

## История
Герметичные стыковочные переходники (PMA) были созданы компанией Боинг, как и похожий переходник, позволивший американским шаттлам совершать стыковку с российской космической станцией «Мир».

## Дополнительно
- Последовательность сборки МКС